# قرار مجلس الأمن التابع للأمم المتحدة رقم 1512
قرار مجلس الأمن التابع للأمم المتحدة رقم 1512، المتخذ بالإجماع في 27 تشرين الأول / أكتوبر 2003، بعد الإشارة إلى القرارات 955 (1994) و1165 (1998) و1329 (2000) و1411 (2002) و1431 (2002) و1503 (2003) بشأن رواندا، زاد المجلس عدد القضاة المؤقتين العاملين في نفس الوقت في المحكمة الجنائية الدولية لرواندا من أربعة إلى تسعة.
وكان مجلس الأمن مقتنع بالحاجة إلى زيادة سلطات القضاة المؤقتين في المحكمة الجنائية الدولية لرواندا حتى يتسنى لهم الفصل في الإجراءات التمهيدية في قضايا أخرى بالإضافة إلى محاكماتهم. علاوة على ذلك، سيتم زيادة عدد القضاة المؤقتين المعينين في أي وقت لضمان استكمال جميع أنشطة المحاكمات في المرحلة الابتدائية بحلول نهاية عام 2008. تم إجراء التغييرات ذات الصلة على النظام الأساسي للمحكمة الجنائية الدولية لرواندا، عملا بالفصل السابع من ميثاق الأمم المتحدة.

## روابط خارجية
- نص القرار في undocs.org